# Gəray
Gəray è un comune dell'Azerbaigian situato nel distretto di Quba. Conta una popolazione di 128 abitanti.